# Nicolás Messiniti
Nicolás Ariel Messiniti (Avellaneda, 21 de febrero de 1996) es un futbolista argentino. Juega de delantero y su equipo actual es Club deportivo Marathón de la Liga Nacional de Fútbol de Honduras.

## Trayectoria
Comenzó su carrera de futbolista en Jorge Newbery, club de fútbol en el barrio de Villa Real.
Luego, comenzó a jugar en cancha de 11 en las divisiones inferiores del Club Atlético Independiente, dónde destacó en la 4.ª división. En 2017 es cedido a préstamo a San Martín de San Juan donde jugó 4 partidos. Pasaría a préstamo por Defensores de Belgrano y Temperley de la Primera B Nacional, hasta volver al Rojo a mediados de 2020.
Después se fue al Once Caldas de la Categoría Primera A de Colombia, donde permaneció hasta diciembre de 2021.

## Clubes
Actualizado al último partido disputado el 30 de noviembre de 2024.
| Club                   | País      | Año       | PJ  | Goles | Prom. |
| ---------------------- | --------- | --------- | --- | ----- | ----- |
| San Martín (SJ)        | Argentina | 2017-2018 | 4   | 1     | 0.25  |
| Defensores de Belgrano | Argentina | 2018-2019 | 10  | 2     | 0.20  |
| Temperley              | Argentina | 2019-2020 | 14  | 7     | 0.50  |
| Independiente          | Argentina | 2020      | 19  | 1     | 0.05  |
| Once Caldas            | Colombia  | 2021      | 11  | 0     | 0     |
| Tristán Suárez         | Argentina | 2022-2023 | 55  | 10    | 0.18  |
| Delfín S. C.           | Ecuador   | 2024-act. | 34  | 5     | 0.15  |
| Total                  | Total     | Total     | 147 | 26    | 0.18  |